# 高瀬藤次郎
高瀬 藤次郎（髙瀨、たかせ とうじろう、1838年8月28日（天保9年7月9日） - 1913年（大正2年）1月6日）は、明治時代の政治家、実業家。新聞経営者。衆議院議員（2期）。

## 経歴
播磨国加東郡、のちの兵庫県加東郡永富村（上福田村、社町を経て現加東市）の大庄屋の家に生まれる。1872年（明治5年）永富村戸長に就任し、学区取締などを経て、1879年（明治12年）兵庫県会議員に当選。1887年（明治20年）まで務めた。この間、1884年（明治17年）同志と共に五州社を設立し、神戸又新日報を発刊。のち神戸相生町に神戸日報社を設立し愛国新聞を発刊した。ほか、加東郡社村長を務め、神戸法律学校や山陽鉄道の設立にも関与した。
1890年（明治23年）7月の第1回衆議院議員総選挙では兵庫県第6区から出馬し当選。つづく第2回総選挙でも当選し衆議院議員を通算2期務めた。1893年（明治26年）の衆議院解散を機に政界を引退し、郷里に帰る。1899年（明治32年）12月、社村長に選任された。